# Italo Gariboldi
Italo Gariboldi (ur. 20 kwietnia w Lodi w 1879 roku, zm. 3 lutego 1970 w Rzymie) – włoski generał służący podczas II wojny światowej.

## Kariera wojskowa
Od zakończenia I wojny światowej poprzez okres międzywojenny, Gariboldi systematycznie piął się po szczeblach kariery wojskowej. W latach 20 oraz na początku lat 30 XX wieku służył jako oficer sztabowy oraz dowódca brygady.
Podczas włoskiej interwencji w Abisynii dowodził 30 Dywizją Piechoty „Sabaudia”. Jego dywizja wchodząca w skład I Korpusu Armijnego brała czynny udział w pokonaniu Etiopii, która w 1936 roku została włączona do Włoskiej Afryki Wschodniej.

### II wojna światowa
Pomiędzy 1939 a 1941 rokiem Gariboldi był oficerem w sztabie głównodowodzącego armii włoskiej w Afryce Północnej, marszałka Italo Balbo. Oprócz tego stanowiska Gariboldi pełnił obowiązki dowódcy 5 Armii włoskiej w Afryce, stacjonującej na granicy Libii oraz francuskiej Tunezji. Po zakończeniu kampanii francuskiej 5 Armia została przeniesiona w rejon granicy z Egiptem i włączona w skład 10 Armii. 
Gariboldi otrzymał nominację na dowódcę 10 Armii po nieudanej dla Włochów operacji Compass. 25 marca 1941 roku Italo objął urząd Gubernatora Libii, zastępując na tym stanowisku zdymisjonowanego marszałka Rodolfo Grazianiego. 19 lipca Gariboldi ustąpił z funkcji gubernatora oraz dowódcy 10 armii ze względu na brak porozumienia oraz współpracy z Erwinem Rommlem. Wkrótce po jego dymisji funkcję, którą dotychczasowo pełnił, objął generał Ettore Bastico.
Od początku 1942 roku aż do roku 1943 Gariboldi pełnił funkcję dowódcy 8 Armii włoskiej na froncie wschodnim. Italo stracił dowództwo wraz ze zniszczeniem całej armii w trakcie trwania bitwy stalingradzkiej.
Gdy w 1943 roku Gariboldi wrócił do Włoch, władzę w Rzymie przejął król Wiktor Emanuel III. Wówczas Benito Mussolini oraz jego rząd zostali obaleni, a większość włoskich dowódców została wzięta do niewoli przez siły niemieckie. W 1944 roku Gariboldi został skazany na śmierć za zdradę.
Pod koniec 1944 roku obóz jeniecki, w którym przebywał Gariboldi, został wyzwolony przez aliantów, co ocaliło mu życie.
Italo Gariboldi zmarł w 1970 roku w Rzymie, mając 90 lat. Jego syn, Mario, kontynuował tradycję ojca, poświęcając się służbie wojskowej.